# Gaston Gallimard
Gaston Gallimard (* 18. Januar 1881 in Paris; † 25. Dezember 1975 ebenda) war ein französischer Verleger.

## Leben
Die Eltern von Gaston Gallimard waren Paul Gallimard und seine Frau Lucie, geborene Duché. Aus dieser Ehe gingen zudem die Söhne Jacques und Raymond hervor. Der Vater hatte ein beträchtliches Vermögen geerbt und war ein begeisterter Büchersammler, der selbst von einigen Werken kleine Luxuseditionen herausgab. 1908 gründete Gaston Gallimard die Zeitschrift Nouvelle Revue Française.
Der Verlag Éditions Gallimard wurde 1911 von ihm gemeinsam mit André Gide und Jean Schlumberger gegründet. Im Jahr 2011 wurde in der Bibliothèque nationale de France anlässlich des 100-jährigen Jubiläums eine vielbeachtete Ausstellung zur Verlagsgeschichte ausgerichtet.